# Friedrich-August-Hütte
Friedrich-August-Hütte (FAH) ist ein Stadtteil der niedersächsischen Stadt Nordenham im Nordosten des Landkreises Wesermarsch an der Wesermündung.
Der Stadtteil ist benannt nach Großherzog Friedrich August von Oldenburg und einer gleichnamigen Zink- und Bleihütte.

## Geschichte
1906 wurden die Metallwerke Unterweser AG (Friedrich-August-Hütte) gegründet, um am Weserufer im südlichen Teil der damaligen Gemeinde Blexen nahe der Gemeinde Atens/Nordenham eine Fabrik zur Zink- und Bleiverarbeitung zu errichten. Hinzu kam eine Tochtergesellschaft, die Superphosphat AG, um aus den anfallenden Schwefelphosphaten Kunstdünger zu gewinnen. Bis zum Beginn des Ersten Weltkriegs entstanden Arbeitersiedlungen nahe dem Werksgelände, aus denen sich der Ortsteil Friedrich-August-Hütte entwickelte.
1933 wurde der Ort zusammen mit der Gemeinde Blexen in die Stadt Nordenham eingemeindet. 1936 wurde FAH zusammen mit Einswarden und Blexersande an das Gasnetz angeschlossen.
1957 wurde an der Margarethenstraße die Grundschule Friedrich-August-Hütte gebaut, Erweiterungsbauten folgten 1968, 1970 und 1975.

1966 wurde die evangelisch-lutherische Pauluskirche gebaut.
Die Zink- und Bleihütte wechselte mehrmals den Besitzer. Von 1988 bis 2002 war sie im Besitz des französischen Unternehmens Metaleurop. Die Zinkhütte wurde 2002 von Xstrata übernommen und ist heute (2024) die Nordenhamer Zinkhütte - A Glencore Company. Sie produziert  jährlich um 150.000 t Zink und hat rund 300 Beschäftigte.

## Bauwerke
Siehe dazu Liste der Baudenkmale in Nordenham
- Schule Blexersanderstraße 6 von 1912, heute Jugendhilfe Wesermarsch
- Ehem. Casino Johannastraße 2 von 1913
- Ehem. Werkmeister-Wohnung Albertstraße 6 von um 1910/15